# Миховљан (Чаковец)
Миховљан је насељено место у саставу града Чаковца у Међимурској жупанији, Хрватска. До територијалне реорганизације у Хрватској налазио се у саставу старе општине Чаковец.

## Становништво
На попису становништва 2011. године, Миховљан је имао 1.380 становника.

## Попис1991.
На попису становништва 1991. године, насељено место Миховљан је имало 1.098 становника, следећег националног састава:
| Попис 1991.‍   | Попис 1991.‍  | Попис 1991.‍ | Попис 1991.‍ | Попис 1991.‍ |
| ------------- | ------------ | ----------- | ----------- | ----------- |
|               |              |             |             |             |
| Хрвати        | Хрвати       |             | 1.055       | 96,08%      |
| Југословени   | Југословени  |             | 12          | 1,09%       |
| Срби          | Срби         |             | 6           | 0,54%       |
| Муслимани     | Муслимани    |             | 1           | 0,09%       |
| неопредељени  | неопредељени |             | 14          | 1,27%       |
| регион. опр.  | регион. опр. |             | 1           | 0,09%       |
| непознато     | непознато    |             | 9           | 0,81%       |
| укупно: 1.098 |              |             |             |             |